# Innico Caracciolo (1642-1730)
Pour les articles homonymes, voir Innico Caracciolo.
Innico Caracciolo, iuniore (né le 8 juillet 1642 au château de Martina Franca, dans les Pouilles, alors dans le royaume de Naples, et mort le 6 septembre 1730 à Rome) est un cardinal italien du XVIIIe siècle. 
Il est un neveu du cardinal Innico Caracciolo, seniore (1666) et est de la famille des cardinaux Marino Ascanio Caracciolo (1535), Niccolò Caracciolo (1715), Giovanni Costanzio Caracciolo (1759), Diego Innico Caracciolo (1800) et Filippo Giudice Caracciolo (1833).

## Biographie
Innico Caracciolo est inquisiteur de Malte du 30 avril 1683 au 2 juin 1686, référendaire au tribunal suprême de la Signature apostolique, primicerius de l'église S. Spirito in Sassia à Rome et secrétaire de la « Congrégation de la discipline des réguliers ».
Il est nommé évêque d'Aversa en 1697 et est nommé nonce extraordinaire en Suisse en 1712. Il dépense ses rentes et son patrimoine pour les pauvres de son diocèse.
Le pape Clément XI le crée cardinal in pectore lors du consistoire du 29 mai 1715. Sa création est publiée le 16 décembre 1715. Le cardinal Caracciolo participe au conclave de 1721, lors duquel Innocent XIII est élu pape, au conclave de 1724 (élection de Benoît XIII) et au conclave de 1730 (élection de Clément XII).